# Морозов Анатолій Петрович
Морозов Анатолій Петрович (нар. 16 серпня 1955 року, с. Сєверне) — український політик.

## Життєпис
Народився Морозов Анатолій Петрович 16 серпня 1955 року в селищі Сєверне Сніжнянського району Донецької області. Отримав вищу освіту за спеціальністю інженер-механік.
Працював головним інженером ВАТ "Приморське районне підприємство матеріально-технічного забезпечення".

## Політична діяльність
З березня 1998 по квітень 2002 роки — Народний депутат України 3-го скликання, висунутий Комуністичною Партією України. На час виборів: член КПУ. Член Комітету з питань бюджету.